# أوريما فاليتيس
أوريما فاليتيس (مواليد 22 أبريل 1988) هو سبّاح ليتواني، مثّل بلاده في الألعاب الأولمبية الصيفية 2004.

## روابط خارجية
أوريما فاليتيس على موقع الاتحاد الدولي للسباحة (الإنجليزية)
- أوريما فاليتيس على موقع أوليمبيديا (الإنجليزية)